# Cilampunghilir
Cilampunghilir is een bestuurslaag in het regentschap Tasikmalaya van de provincie West-Java, Indonesië. Cilampunghilir telt 7406 inwoners (volkstelling 2010).